# 阿部幸江
阿部 幸江（あべ さちえ、1974年9月18日 - ）は、日本の元女子プロレスラー。

## 所属
- 吉本女子プロレスJd'（1995年 - 2003年）
- フリーランス（2003年）
- メジャー女子プロレスAtoZ（2003年 - 2006年）
- フリーランス（2006年）
- JWP女子プロレス（2006年 - 2014年）

## 経歴・戦歴
高校卒業後、全日本女子プロレスの新人オーディションを受けるも不合格、その後も受け続けるも4度目の不合格で挫折。1995年、ザ・ブラディーに促される形で吉本女子プロレスJd'を受け合格、1期生として入門。
1996年4月14日、六本木ヴェルファーレ大会において、対小山亜矢戦でデビュー。
1999年12月16日、「貧乳」（「アベちゃんwithブリトラ」名義）でCDデビューを果たした。当時のバックダンサーは西千明と松尾永遠だった。
怪我で欠場を続けるなどしばらく低迷するが、2001年2月24日のディファ有明大会にて行われた「メタルガレージ（天井付き金網）」マッチでファング鈴木から劇的な勝利を収めてから急浮上、年末にはKAZUKIとのコンビ「WANTED!?」でTWFタッグ王座を獲得するなど、Jd'の中心選手として活躍。
2003年5月に突如退団を表明、堀田祐美子率いるメジャー女子プロレスAtoZに移籍する。
2006年5月3日のAtoZ活動停止後はフリーとして中島安里紗とのユニット「Hysteric Babe」で活動していたが、中島と共にコマンド・ボリショイに誘われ8月6日付けでJWP女子プロレスに入団。先にJWPに入団していたKAZUKIと「WANTED!?」を復活させる。
2014年6月21日、8月17日のJWP後楽園ホールを持っての引退を発表。それに加え、寿引退をするための花婿も募集。引退ロードでは中島・堀田とのシングルや、KAZUKIと組み春倉と対戦。REINAでは亜利弥'とのシングルが予定されていたが、体調不良のためトークバトルに変更される。18年以上の長きに渡る現役生活に終止符を打った。
後楽園ホール大会で、まずKAZUKIと組んでの藪下めぐみ&ジャガー横田とのタッグマッチ、薮下がKAZUKIを秒殺してしまうが、再試合でジャガーのラ・マヒストラルで敗れる。続けてKAZUKIとのシングルマッチでは、デス・バイ・ロデリックで両ヒザ弾を浴びてマットに沈み引退となった。現在は一般社会人となっている一方でプロレスの観戦も定期的に行っている。。
神奈川県川崎市にカラオケ＆プロレスBAR「SUNDRILLON-サンドリヨン-」をオープンした。

## 人物
- 学生時代は特に運動はしておらず、帰宅部であった。
- 最初の全女オーディションではキックミット打ちを披露したもののその経験が全く無かったため、あえなく不合格になってしまう。
- 再挑戦するためレスリング教室に通う。教室では田村欣子、ザ・ブラディー、タニー・マウスらと同期。
- 「Lady'sゴング」誌上で貧乳をイジられ、以降「貧乳キャラ」として注目されていた時期があった。本人曰く「Aカップ」をアピールしていた。
- 現役時代は怪我が多い選手でもあり、現役中13回の骨折のほか網膜剥離も経験。
- 自称「永遠の18歳」である。
- 自身の目標はプロレスを寿引退したい予定だったがそれは叶わずに引退。タイプは35歳から45歳で顔がジャニーズ系で年収1000万円の男性を条件としている。

## 得意技
アストロ・シザース
ラ・マヒストラル
フランケンシュタイナー
ジャンピングヒップドロップ
ミステリオ・ラナ
スカイカナール・ホールド
変形のバックドロップホールド
ビクトリーAクラッチ
（相手の片腕と首を両脚で固定しつつ、もう片腕を絞り上げる。変形の羽根折り固め）

## タイトル歴
- 第10代・第14代・第15代TWF世界タッグ王座（パートナーはKAZUKI→ファング鈴木→KAZUKI）
- 第25代JWP認定タッグ王座（パートナーはKAZUKI）

## 入場テーマ曲
- 「バトルシンデレラ」（新田一郎作曲） - シングルCD「貧乳」に収録
- 「真夜中は純潔」（椎名林檎） - JDスター時代後期
- 「ウォンテッド (指名手配)」（ピンク・レディー） - KAZUKIとのコンビ「ザ☆WANTED!?」で使用